# Échiré
Échiré – miejscowość i gmina we Francji, w regionie Nowa Akwitania, w departamencie Deux-Sèvres.
Według danych na rok 1990 gminę zamieszkiwały 2744 osoby, a gęstość zaludnienia wynosiła 89 osób/km² (wśród 1467 gmin regionu Poitou-Charentes Échiré plasuje się na 88. miejscu pod względem liczby ludności, natomiast pod względem powierzchni na miejscu 156.).